# Jugosławia na Letnich Igrzyskach Olimpijskich 1956
Jugosławię na Letnich Igrzyskach Olimpijskich 1956 reprezentowało 35 zawodników (32 mężczyzn i 3 kobiety). Był to ósmy start reprezentacji Jugosławii na letnich igrzyskach olimpijskich.
Najmłodszym jugosłowiańskim zawodnikiem na tych igrzyskach był piłkarz, Dragoslav Šekularac (18. lat), a najstarszym zawodnikiem był lekkoatleta, Franjo Mihalić (36. lata).

## Zdobyte medale
| Medal  | Zawodnik | Dyscyplina    | Konkurencja      |
| ------ | --- | ------------- | ---------------- |
| Srebro | Franjo Mihalić | Lekkoatletyka | Maraton mężczyzn |
| Srebro | Sava Antić Ibrahim Biogradlić Mladen Koščak Dobrosav Krstić Luka Liposinović Muhamed Mujić Zlatko Papec Petar Radenković Nikola Radović Ivan Santek Dragoslav Šekularac Ljubiša Spajić Todor Veselinović Blagoje Vidinić | Piłka nożna   | Turniej mężczyzn |
| Srebro | Ivo Cipci Tomislav Franjković Vlado Ivković Zdravko Ježić Hrvoje Kačić Zdravko Kovačić Lovro Radonjić Marijan Žužej | Piłka wodna   | Turniej mężczyzn |

## Skład reprezentacji

### Kolarstwo
- Veselin Petrović
  - Wyścig indywidualny ze startu wspólnego mężczyzn - 26. miejsce

### Lekkoatletyka
- Veliša Mugoša
  - Bieg na 5000 m mężczyzn - nie dotarł
- Franjo Mihalić
  - Maraton mężczyzn -  2. miejsce
- Stanko Lorger
  - Bieg na 110 m przez płotki mężczyzn - 5. miejsce
- Dako Radošević
  - Rzut dyskiem mężczyzn - 8. miejsce
- Krešo Račić
  - Rzut młotem mężczyzn - 6. miejsce
- Nada Kotlušek
  - Pchnięcie kulą kobiet - 8. miejsce
  - Rzut dyskiem kobiet - 12. miejsce
- Milena Usenik
  - Pchnięcie kulą kobiet - 8. miejsce

### Strzelectwo
- Zlatko Mašek
  - Karabin małokalibrowy 3 postawy 50 m mężczyzn - 20. miejsce
  - Karabin małokalibrowy leżąc 50 m mężczyzn - 16. miejsce

### Piłka nożna
- Sava Antić, Ibrahim Biogradlić, Mladen Koščak, Dobroslav Krstić, Luka Liposinović, Muhamed Mujić, Zlatko Papec, Petar Radenković, Nikola Radović, Ivan Santek, Dragoslav Šekularac, Ljubiša Spajić, Todor Veselinović, Blagoje Vidinić
  - Turniej mężczyzn -  2. miejsce

### Piłka wodna
- Ivo Cipci, Tomislav Franjković, Vlado Ivković, Zdravko Ježić, Hrvoje Kačić, Zdravko Kovačić, Lovro Radonjić, Marijan Žužej
  - Turniej mężczyzn -  2. miejsce

### Pływanie
- Vinka Jeričević
  - 200 m stylem klasycznym kobiet - 4. miejsce

### Wioślarstwo
- Perica Vlašić
  - Jedynka mężczyzn - nie ukończył

### Zapasy
- Borivoj Vukov
  - Waga musza stylem klasycznym mężczyzn - 6. miejsce
- Branislav Simić
  - Waga średnia stylem klasycznym mężczyzn - nie ukończył